# Lory Del Santo

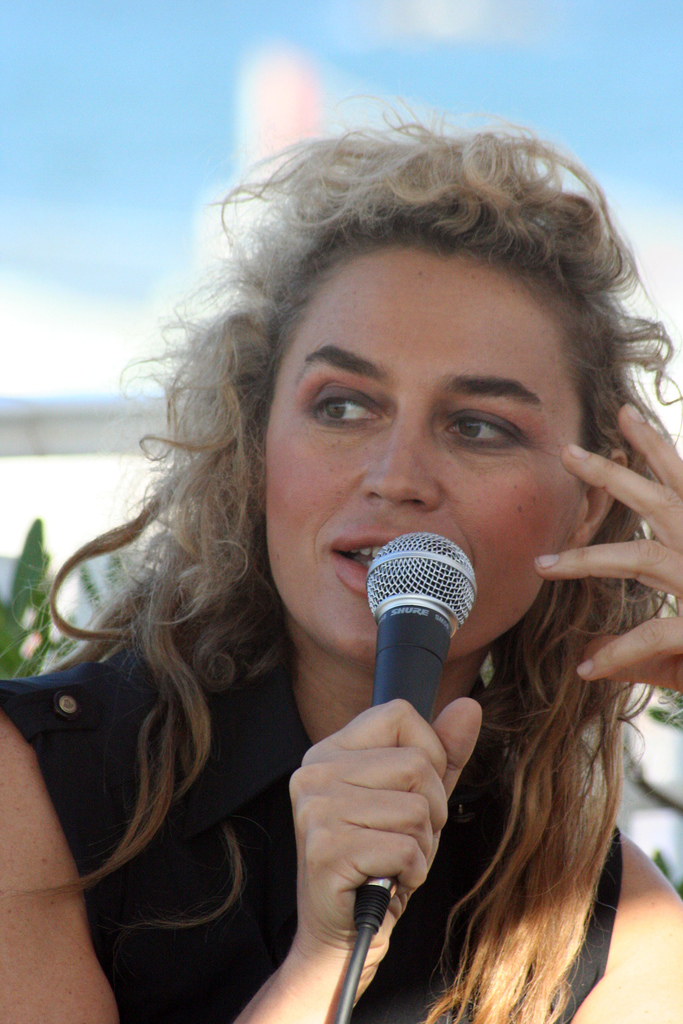
Lory Del Santo (2007)

Loredana Del Santo (* 28. September 1958 in Povegliano Veronese) ist ein italienisches Model und eine Schauspielerin.

## Leben
Nach ihrem Debüt bei der Festivalbar 1975, einem von 1967 bis 2007 jährlich veranstalteten Sommermusikfest, etablierte sich Lory Del Santo als Schauspielerin für italienische B-Movies. Sie spielte unter anderem in Die heilige Bestie der Kumas, Ein total versautes Wochenende und Ein Zwinger voll Verrückter mit. Anschließend erregte sie öffentliches Interesse, als sie Aktaufnahmen von sich veröffentlichen ließ.
Als Eric Clapton 1985 auf seiner Italien-Tour in Mailand war, lernte sie ihn nach seinem Konzert kennen. Die beiden verabredeten sich zum Essen, wurden ein Paar und ihr Sohn Conor wurde am 21. August 1986 geboren. Er selbst widmete ihr den Song Lady from Verona. Am 20. März 1991 starb der gemeinsame Sohn, als er aus dem 53. Stock eines New Yorker Wohnhauses auf das Dach eines benachbarten Gebäudes, welches sich auf der vierten Etage befand, stürzte. Die Beziehung scheiterte, nachdem sie eine Affäre mit George Harrison während dessen Japan-Tournee hatte. Anschließend wurden ihr Affären mit Richard Krajicek, Gianfranco Vissani, Valerio Merola und Amedeo Goria nachgesagt. 1992 wurde ihr zweiter Sohn geboren. Der Vater ist der italienische Filmproduzent Silvio Sardi.

## Filmografie (Auswahl)
- 1979: Die heilige Bestie der Kumas (Il fiume del grande caimano)
- 1979: Ein total versautes Wochenende (Sabato, domenica e venerdì)
- 1979: Der Sexbomber (Pensione amore servizio completo)
- 1979: Ein Zwinger voll Verrückter (Dove vai se il vizietto non ce l'hai?)
- 1980: Desideria (Desideria: La vita interiore)
- 1980: Sunday Lovers
- 1981: He, Geister! (Bollenti spiriti)